# グレンキャニオンダム

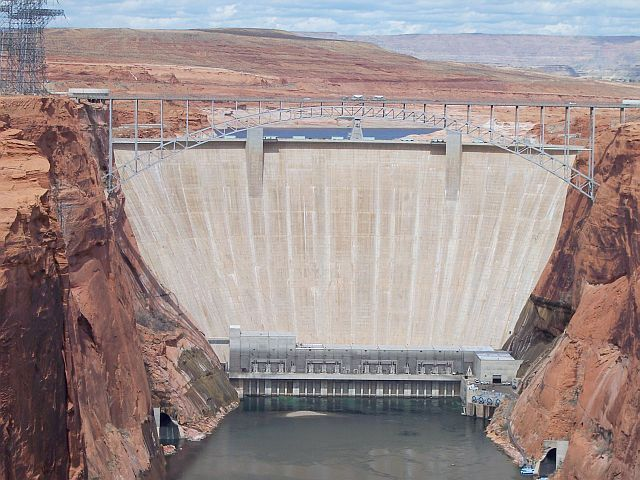
グレンキャニオンダム

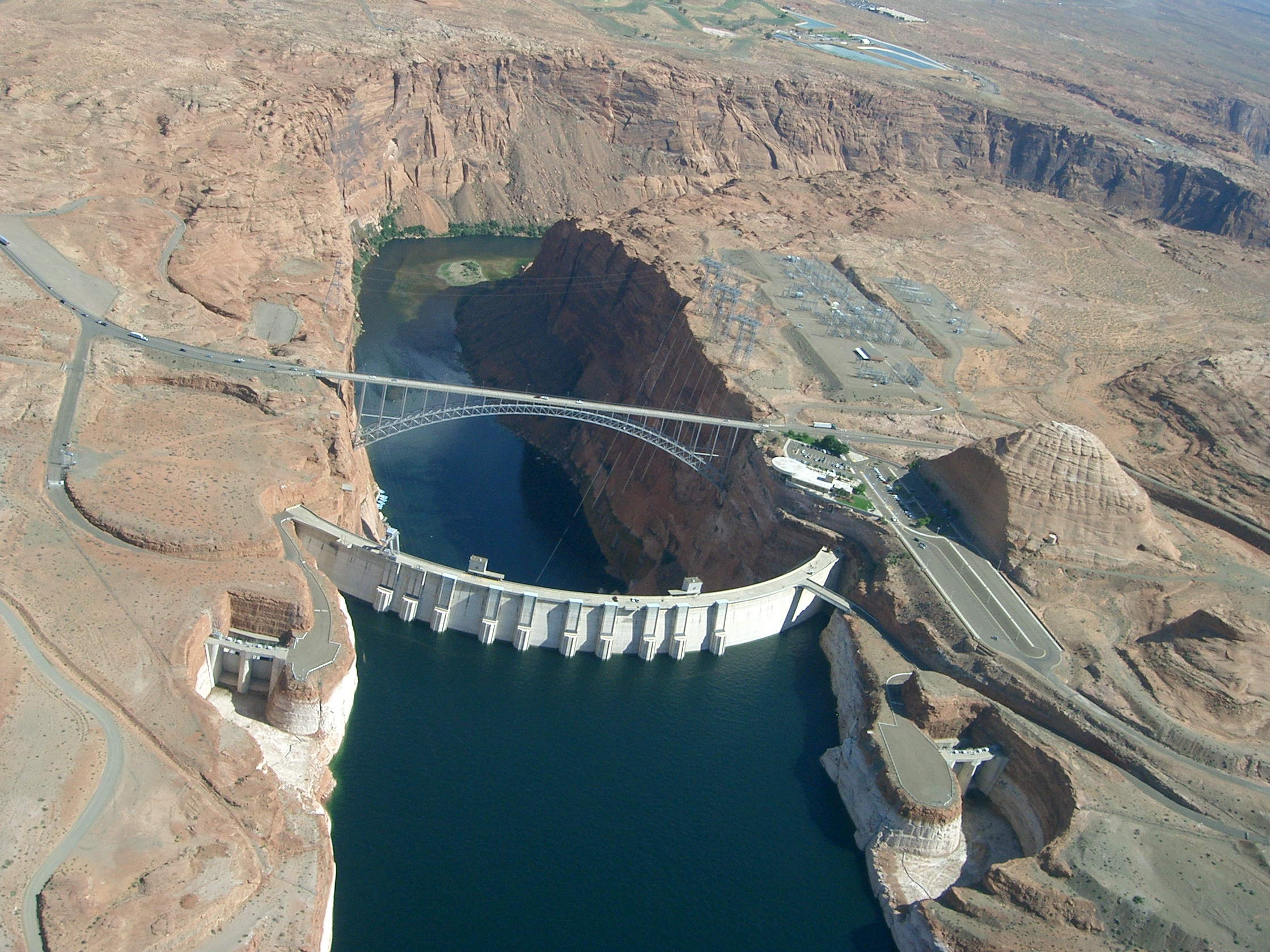
上空からのダム周辺

グレンキャニオンダム（Glen Canyon Dam）は、アメリカ合衆国アリゾナ州のペイジにあるコロラド川のダム。人造湖のパウエル湖を作る。高さ216m、幅475mで、1956年に建設が始まり1966年に完成した。